# Lumbriclymene fusca
Lumbriclymene fusca är en ringmaskart som beskrevs av Detinova 1984. Lumbriclymene fusca ingår i släktet Lumbriclymene och familjen Maldanidae. Inga underarter finns listade i Catalogue of Life.